# Akim Kozlov
Pour les articles homonymes, voir Kozlov.
Akim Alekseïevitch Kozlov (en russe : Аким Алексеевич Козлов) est un tromboniste russe né le 9 septembre 1908 à Yarygino, près de Smolensk, et mort à Saint-Pétersbourg le 22 novembre 1992.
Kozlov a été premier trombone soliste de l’Orchestre philharmonique de Leningrad sous la direction de Ievgueni Mravinski pendant plus que 50 ans. En 1956 il est fait Artiste méritant de la République socialiste fédérative soviétique de Russie. Il a été aussi professeur de trombone aux Conservatoire de Leningrad (de 1946 à 1970) et Petrozavodsk (de 1970 à 1985).